# Lamprocryptidea nigerrima
Lamprocryptidea nigerrima är en stekelart som först beskrevs av Smith 1879.  Lamprocryptidea nigerrima ingår i släktet Lamprocryptidea och familjen brokparasitsteklar. Inga underarter finns listade i Catalogue of Life.